# Hentaigana
Ne doit pas être confondu avec Hentai.
Les hentaigana (変体仮名) sont une forme alternative des hiraganas standards. Historiquement, ce sont les man'yōgana, permettant d'utiliser divers kanjis pour représenter la même syllabe, qui furent simplifiés en formes cursives pour donner naissance aux hentaigana. Les hentaigana étaient utilisés de manière interchangeable avec leurs équivalents hiragana, jusqu'en 1900, où le syllabaire hiragana fut standardisé à un caractère par more.

## Histoire
Les caractères hentaigana sont des formes cursives des man’yōgana (kanji) ci-dessous (les H. et K. ne sont pas répétés pour les Hentai.).
|   | a  | a  | a                          | i    | i    | i                | u  | u    | u              | e  | e  | e                        | o        | o  | o                |
|   | H. | K. | Hentai.                    | H.   | K.   | Hentai.          | H. | K.   | Hentai.        | H. | K. | Hentai.                  | H.       | K. | Hentai.          |
| - | -- | -- | -------------------------- | ---- | ---- | ---------------- | -- | ---- | -------------- | -- | -- | ------------------------ | -------- | -- | ---------------- |
|   | 安 | 阿 | 悪亜愛                     | 以   | 伊   | 意移異夷         | 宇 | 宇   | 有雲憂羽于     | 衣 | 江 | 要盈得縁延               | 於       | 於 |                  |
| K | 加 | 加 | 閑可我駕賀歌哥香家嘉歟謌佳 | 機幾 | 機幾 | 支起貴喜祈季木   | 久 | 久   | 倶具求九供     | 計 | 介 | 遣氣希个                 | 己       | 己 | 許故古期興子     |
| S | 左 | 散 | 佐斜沙差乍狭               | 之   | 之   | 志四新事斯師     | 寸 | 須   | 春數壽爪       | 世 | 世 | 勢聲瀬                   | 曾       | 曾 | 所楚處蘇         |
| T | 太 | 多 | 當堂田佗                   | 知   | 千   | 地遲治致智池馳   | 川 | 川州 | 徒都津頭       | 天 | 天 | 停亭轉弖帝傳偏           | 止       | 止 | 東登度等斗刀戸土 |
| N | 奈 | 奈 | 那難名南菜                 | 仁   | 仁   | 爾耳二児丹尼而   | 奴 | 奴   | 怒努駑         | 禰 | 禰 | 年子熱念音根寢           | 乃       | 乃 | 能濃農廼野       |
| H | 波 | 八 | 者盤半葉頗婆芳羽破         | 比   | 比   | 日飛悲非火避備妣 | 不 | 不   | 婦布           | 部 | 部 | 旁倍遍弊邊閉敝幣反變辨經 | 保       | 保 | 寶本報奉穂       |
| M | 末 | 末 | 万満萬眞馬間麻摩漫         | 美   | 三   | 見微身民         | 武 | 牟   | 無（无）舞務夢 | 女 | 女 | 免面馬目妻               | 毛       | 毛 | 母裳茂蒙藻       |
| Y | 也 | 也 | 夜耶屋哉                   | -    | -    | -                | 由 | 由   | 遊游           | -  | -  | -                        | 與（与） | 與 | 代餘余世夜       |
| R | 良 | 良 | 羅蘭落等                   | 利   | 利   | 梨里離理季       | 留 | 流   | 累類           | 禮 | 禮 | 礼（禮）連麗             | 呂       | 呂 | 婁樓路露侶廬魯論 |
| W | 和 | 和 | 王輪倭〇                   | 為   | 井   | 居委遺           | -  | -    | -              | 惠 | 惠 | 衛彗                     | 遠       | 乎 | 越尾緒           |

Le hiragana ん (pour n) dérive du hentaigana désignant mu (む). La réforme de l'orthographe de 1900 a séparé les deux utilisations, statuant que む ne pourrait qu'être utilisé pour mu et que ん ne le serait que pour n. Auparavant, en l'absence de caractère pour la syllabe finale n, le son était épelé (sans être prononcé) de la même manière que mu, et le lecteur devait se reporter au contexte pour dissiper l'ambiguïté. De fait, certaines expressions modernes sont nées d'une prononciation « épelée ». Par exemple iwan to suru « essayant de dire », est en fait une mauvaise lecture de mu en n. La forme japonaise moderne 言おう (iwo devenu iō) vient d’un ancien 言はむ (ihamu. On peut voir qu'il y a eu encore beaucoup d'autres altérations.

## Leshentaiganaaujourd’hui

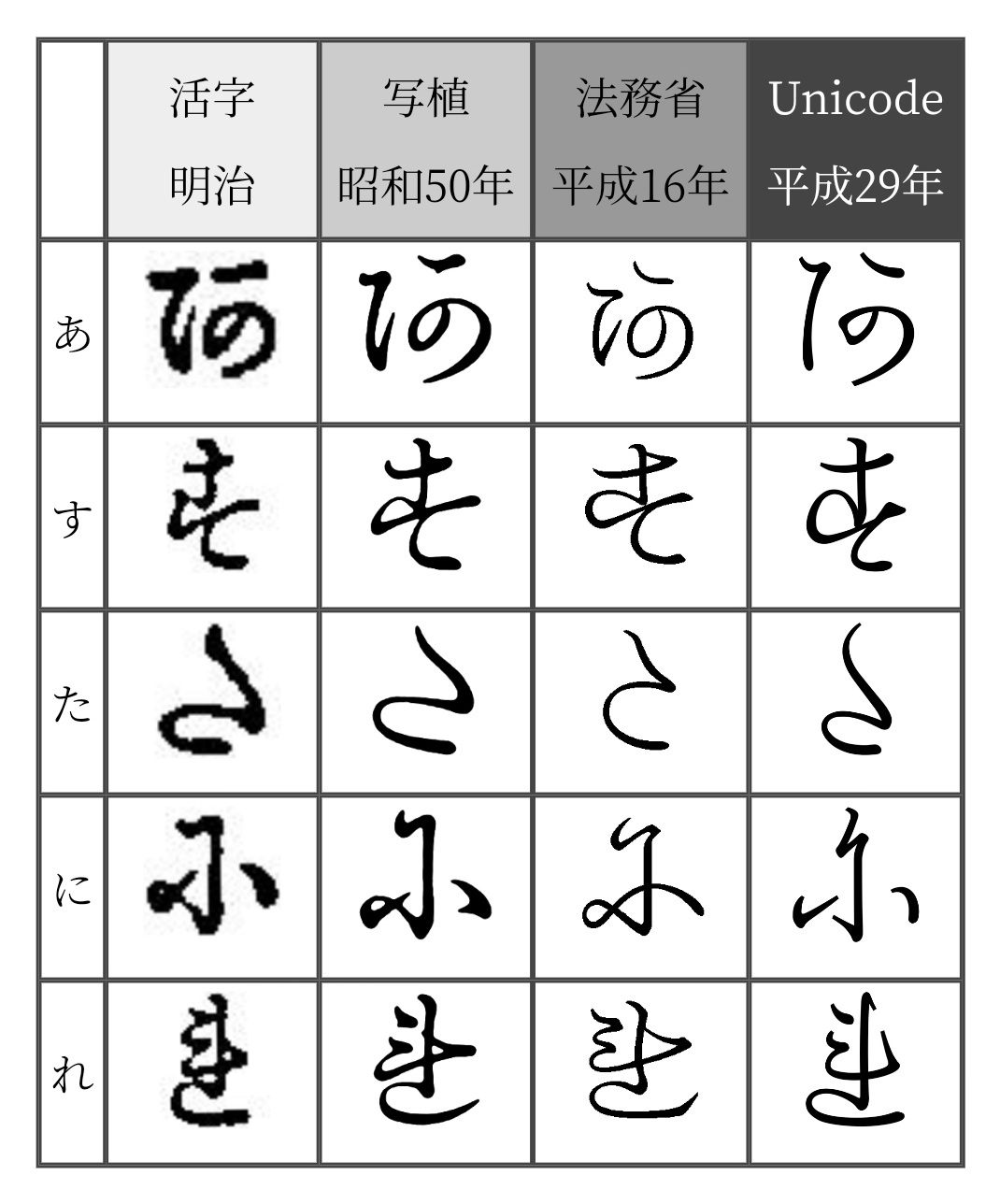
Les hentaigana sont oubliés et déformés petit à petit. De gauche à droite, la période Meiji, 1975, 2004, 2017.

Les hentaigana sont considérés comme obsolètes dans l'écriture japonaise moderne.
Toutefois, ils sont encore utilisés sporadiquement. Par exemple, de nombreux magasins de soba (des nouilles de blé noir) les utilisent pour épeler kisoba sur leur enseigne. En outre, les hentaigana sont écrits sur des documents manuscrits ayant un caractère formel, notamment les certificats provenant d'un groupe culturel classique du Japon (par exemple une école d'art martiaux, de protocole ou d'études religieuses).
À l'occasion, ils sont aussi utilisés dans la reproduction de textes classiques japonais. De même qu’on peut se servir de l’écriture gothique en anglais et dans d’autres langues germaniques, ou de l’écriture caroline dans de nombreuses langues latines, pour donner un tour archaïque et noble à un texte, on peut faire de même avec les hentaigana dans un texte japonais.
Cependant, la plupart des Japonais sont incapables de lire tous les hentaigana : le plus souvent, il leur suffit d'en reconnaître quelques-uns d'utilisation courante sur les enseignes des magasins et de déduire les autres du contexte.

## Quelqueshentaiganaen images
Cette liste est incomplète.

以 𛀆 (い, i)
江 𛀁 (え, e)
於 𛀕 (お, o)
可 𛀙 (か, ka)
起 𛀪 (き, ki)
古 𛀸 (こ, ko)
志 𛁈 (し, shi)
春 𛁏 (す, su)
多 𛁠 (た, ta)
奈 𛂁 (な, na)
能 𛂛 (の, no)
者 𛂦 (は, ha)
由 𛃥 (ゆ, yu)
連 𛄀 (れ, re)
路 𛄆 (ろ, ro)
王 𛄌 (わ, wa)